# Staré Hutě
Staré Hutě (in tedesco Althütten) è un comune della Repubblica Ceca facente parte del distretto di Uherské Hradiště, nella regione di Zlín.